# Turija
Die Turija (ukrainisch Турія, russisch Турья Turja) ist einer von vier größeren Flüssen in der Oblast Wolyn. Sie entspringt beim Dorf Saturzi im Rajon Lokatschi in der Nähe von Wolodymyr, durchfließt die Stadt Kowel und mündet im Norden Wolhyniens in den Prypjat.
Die Turija hat eine Länge von 184 km. Ihr Einzugsgebiet hat eine Fläche von 2900 km².  Im Flachland wird der Verlauf zum Teil undeutlich, hauptsächlich auf der rechten Seite des Flusses befinden sich Auenlandschaften.
Es gibt zahlreiche Altwasser-Arme und angrenzende Seen. Viele Gewässer in der Region sind von Dezember bis März zugefroren.
Die Turija ist von der Siedlung städtischen Typs Turijsk bis zur Mündung schiffbar.